# 志度町
志度町（しどちょう）は、かつて香川県の東部にあった町。大川郡に属した。高松市への通勤率は29.8%（平成12年国勢調査）。現在は合併によりさぬき市の一部（小田、鴨部、鴨庄、志度、末）となっている。

## 歴史

### 町域の変遷
- 1890年（明治23年）2月15日 - 町村制施行に伴い寒川郡志度村・末村の区域を以て志度村が成立。
- 1898年（明治31年）2月11日 - 町制施行し、志度町となる。
- 1899年（明治32年）4月1日 - 大川郡の所属となる。
- 1955年（昭和30年）1月1日 - 大川郡志度町・鴨庄村・小田村が新設合併し、改めて志度町が発足。
- 1956年（昭和31年）9月30日 - 鴨部村を編入。
- 2002年（平成14年）4月1日 - 大川郡津田町・大川町・寒川町・長尾町と新設合併し、さぬき市が発足。同日志度町廃止。

なお、さぬき市となった一部の町の名前は、大字に冠する形で残されたが、志度町は地名として残されなかった。

### 沿革
- 1872年8月4日（明治5年7月1日） - 志度郵便取扱所（現：志度郵便局）が開設[2]。
- 1911年（明治44年）11月18日 -  東讃電気軌道志度駅が開業。
- 1925年（大正14年）8月1日 - 鉄道省（現：四国旅客鉄道）志度駅が開業。
- 1947年（昭和22年）5月3日 - 志度町立志度中学校が開校。
- 1948年（昭和23年）2月 - 志度町農業協同組合が設立。
- 1950年（昭和25年）3月14日 - 昭和天皇が町内の香川県水産試験場に行幸（昭和天皇の戦後巡幸）[3]。
- 1958年（昭和33年）3月 - 志度町役場本庁舎が大字志度561番地に完成。
- 1960年（昭和35年）
  - 3月31日 - 志度町立鴨部中学校、志度町立鴨庄中学校、志度町立小田中学校が閉校。
  - 4月1日 - 志度町立志度東中学校が開校。
- 1963年（昭和38年）3月31日 - 志度町立鴨部小学校上野分校が廃校。
- 1964年（昭和39年）5月3日 - 志度カントリークラブが開場。
- 1970年（昭和45年）8月 - 大川地区広域行政振興整備事務組合が設立。
- 1971年（昭和46年）4月1日 - 大川郡税務事務組合、大川郡伝染病院組合、大川郡視聴覚ライブラリーを大川地区広域行政振興整備事務組合に統合。
- 1972年（昭和47年）4月1日 - 大川広域消防本部が発足。
- 1973年（昭和48年）4月1日 - 大川郡環境衛生組合を大川地区広域行政振興整備事務組合に統合。
- 1975年（昭和50年）7月 - 志度町役場本庁舎を増築。
- 1977年（昭和52年） - マルナカ志度店が開店。
- 1980年（昭和55年） - タダノ志度工場が開設。
- 1982年（昭和57年）9月 - シートピアシド、キョーエイ志度店が開店[4]。
- 1983年（昭和58年）4月1日 - 徳島文理大学香川キャンパスが開校。
- 1987年（昭和62年）3月6日 - 志度町志度音楽ホールが開館。
- 1991年（平成3年）8月 - 志度町野外音楽広場テアトロンが開場。
- 1993年（平成5年）4月 - 香川県東部清掃施設組合が設立。
- 1998年（平成10年）
  - 3月14日 - 四国旅客鉄道オレンジタウン駅が開業。
  - 3月26日 : 国道11号高松東道路（現：高松自動車道）津田東IC - さぬき三木IC間が開通[5]。志度ICが開通。
  - 4月17日 - 四国旅客鉄道志度駅橋上駅舎が開業。
  - 10月 - 住宅団地オレンジタウン分譲販売開始。
- 2000年（平成12年）
  - 3月31日 - 大川地区広域行政振興整備事務組合志度クリーンセンターが完成。
  - 4月1日 - 香川県農業協同組合（JA香川県）が設立（志度町農業協同組合を含む香川県下43JAが合併）。
  - 12月 - 志度町役場本庁舎が大字志度5385番地8に完成。
- 2001年（平成13年）3月30日 - 国道11号高松東道路（現：高松自動車道）志度BS（高速志度）が開設。

## 行政

### 村長
- 初代 林喬（衆議院議員）

### 町長
- 木内義矩（1958年～1964年）
- 玉木栄一（1964年～）
- 半田俊（〜1979年）
- 樫村正員（1979年〜1995年）
- 赤澤申也（1995年〜2002年）

## 大字
現在はいずれもさぬき市の大字として存続している。
- 志度：旧志度町
- 末：旧志度町
- 鴨部：旧鴨部村
- 鴨庄：旧鴨庄村
- 小田：旧小田村

## 姉妹都市・提携都市

### 日本国内
- 北海道 剣淵町（上川総合振興局）
  - 1996年（平成8年）9月28日締結。友好交流都市提携。

- 秋田県 仙北市
  - 1996年（平成8年）9月28日締結。友好交流都市提携。

### 国外
- アイゼンシュタット市（オーストリア共和国）
  - 1993年（平成5年）10月11日締結。姉妹都市提携。

## 交通

### 鉄道路線
四国旅客鉄道（JR四国）
- 高徳線
  - 志度駅 - オレンジタウン駅

中心となる駅は志度駅。特急「うずしお」は全列車が志度駅に停車、一部列車がオレンジタウン駅に停車する。
高松琴平電気鉄道（ことでん）
- 志度線
  - 琴電志度駅

### バス路線

#### 一般路線バス
- 大川自動車（志度小田線）
- コトデンバス（津田線・小田線）
- 志度町巡回バス

### タクシー
- マルセンタクシー

### 道路

#### 高速道路
- 町内にあるインターチェンジ
  - 高松自動車道志度インターチェンジ
- 町内にあるバスストップ
  - 志度バスストップ

#### 一般国道
- 国道11号

車線数は2車線。

#### 県道

##### 主要地方道
- 香川県道3号志度山川線

#### 一般県道
- その他の町内を通る県道
  - 香川県道135号大串志度線
  - 香川県道136号志度小田津田線
  - 香川県道137号大串鴨部線
  - 香川県道139号富田中鴨部線
  - 香川県道140号富田西鴨庄線
  - 香川県道141号石田東志度線
  - 香川県道147号太田上町志度線
  - 香川県道272号高松志度線

### 船舶
- なし

## 名所・旧跡・観光スポット・祭事・催事
名所・旧跡
- 多和神社（志度）
- 鴨部神社（鴨部）
- 志太張神社（鴨部）

- 四国八十八箇所霊場
  - 第86番札所 志度寺（志度）

- 新四国曼荼羅霊場
  - 第10番札所 自性院（志度）

観光スポット
- ワインロード（町道大井長浜線）
- 大串自然公園

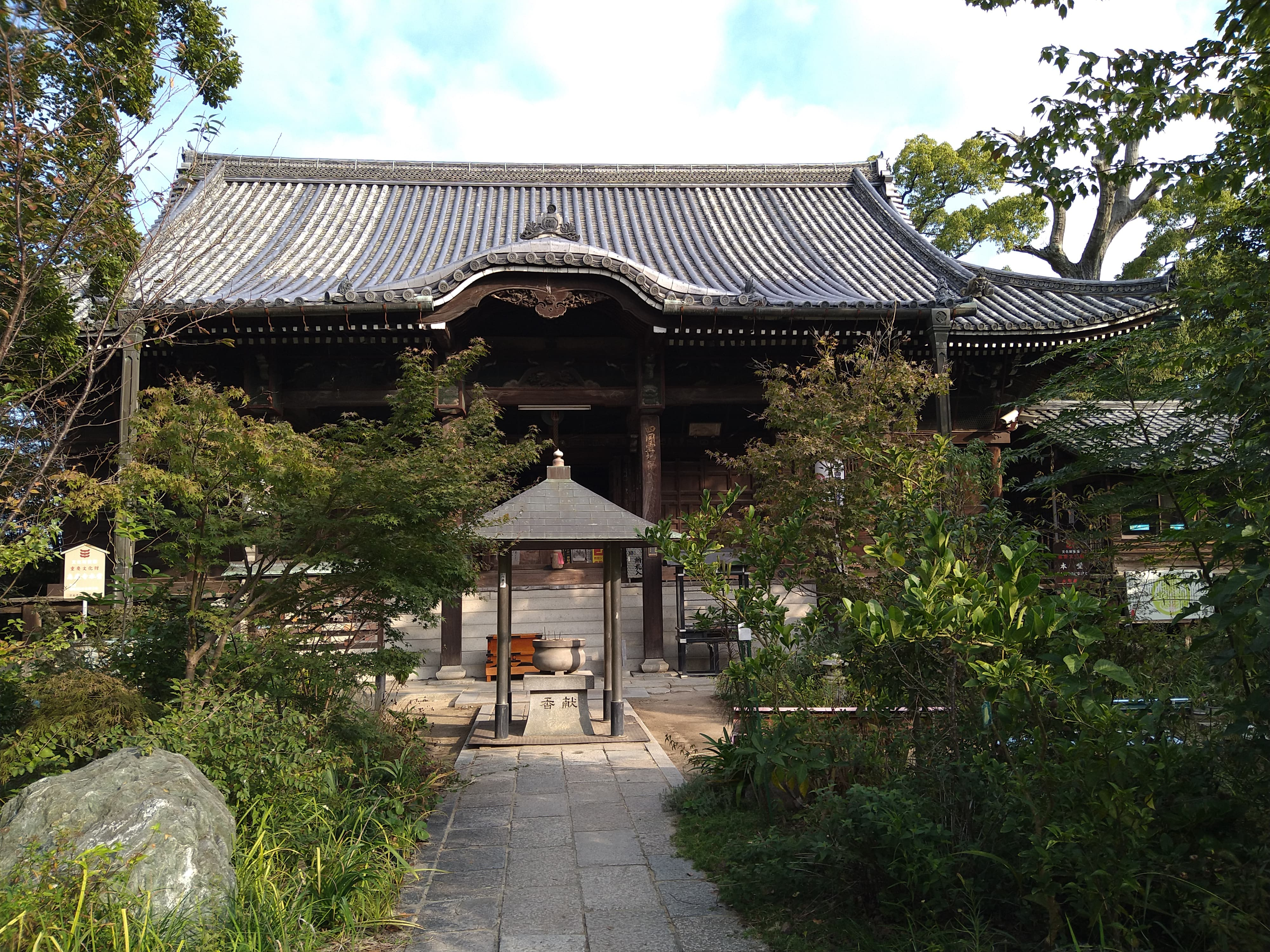
志度寺本堂

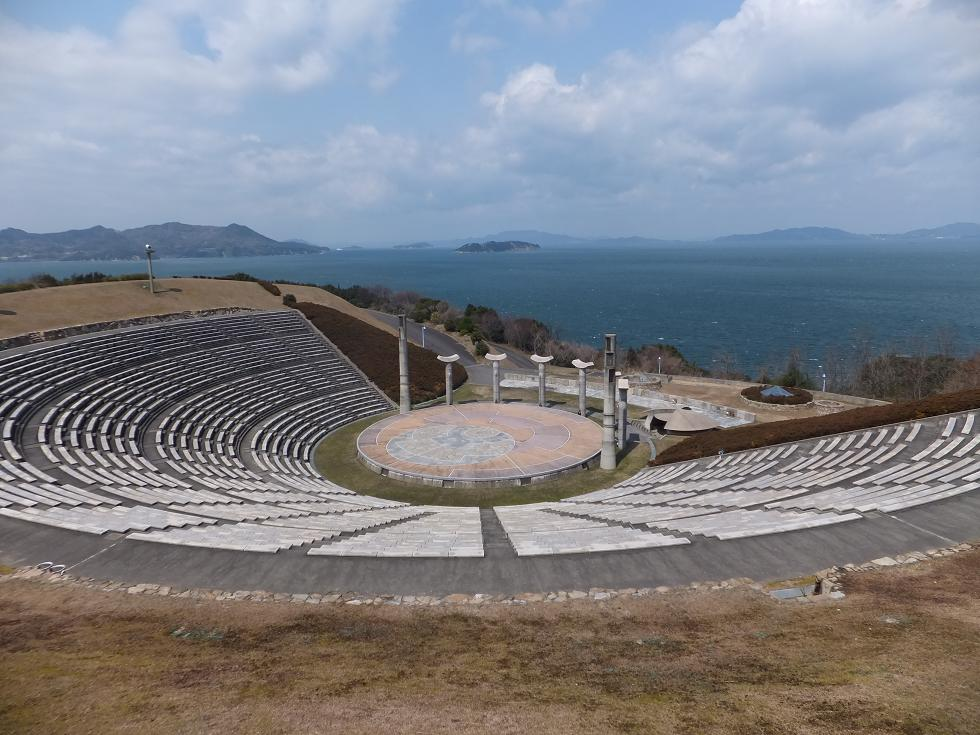
野外音楽広場テアトロン

  - 芝生広場から望む瀬戸内海の景色は四国八十八景81番に選定。
  - 志度町野外音楽広場テアトロン（野外コンサート会場）
  - さぬきワイナリー
- 志度町志度音楽ホール
- さぬきの森森林浴公園（鴨部）

レジャー

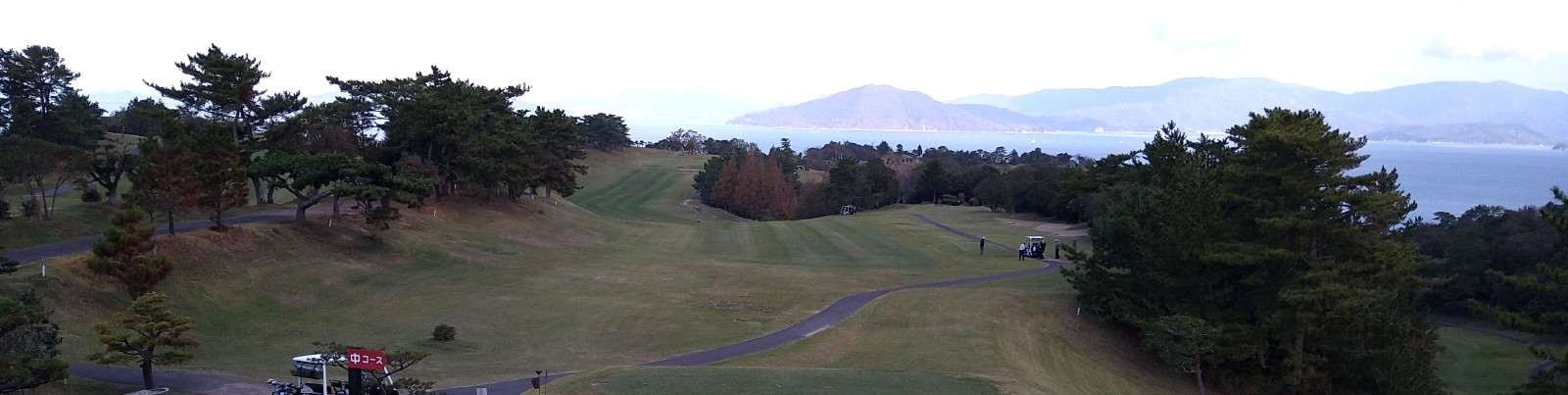
志度カントリークラブ

- 志度カントリークラブ（市北部）：四国八十八景82番

祭事・催事
- 鬼の豆もらい（2月節分）
- 志度源内ふるさとまつり（現さぬき源内ふるさとまつり）（平賀源内先生旧邸銅像前、3月下旬）
- 鴨部川「川の市」（鴨庄郵便局北側、4月上旬）
- 志度寺の柴灯護摩（さいとうごま）（第86番札所 志度寺、5月18日）
- さつき展（5月下旬）
- 志度寺十六度市（第86番札所 志度寺、7月16日）
- 野外音楽広場 テアトロンコンサート（志度テアトロン、夏期に3回程度開催、7月下旬）
- サマーメモリアルフェス（子供から大人まで真夏の夜を楽しむ祭り、7月下旬）
- 大串自然公園月見茶会（大串自然公園、9月中旬）
- 鴨部神社秋季例大祭（鴨部神社（鴨部）、9月下旬）
- 志度ワイワイまつり（大串自然公園（小田）、さぬきワイナリー（小田）、10月上旬）
- 多和神社秋季大祭（多和神社（志度）、10月第2土・日曜日）

## 名誉町民
- 中川以良 - 志度町民
- 小松春秋
- 玉木栄一（元町長）
- 村崎凡人（村崎学園元理事長） - 徳島文理大学香川校開設
- 多田野弘（タダノ元名誉顧問） -　タダノ志度工場開設
- ジャン＝ピエール・ランパル（志度音楽ホール名誉館長）

## 出身人物
- 樫村正員（元町長）
- 赤澤申也（元町長）
- 白井一幸（元プロ野球選手）
- 松永昂大（元プロ野球選手）
- 阿部幸音（バスケットボール選手）
- 高木和正（元サッカー選手）
- 橋本善吉（橋本善吉商店店主）
- 平賀源内（発明家）